# Puntuación bruta
En estadística y el análisis de datos, una puntuación bruta es un dato original que no ha sido transformado. Esto puede incluir, por ejemplo, el resultado original obtenido por un estudiante en una prueba (es decir, el número de elementos contestados correctamente) en lugar de la puntuación después de la transformación a una puntuación estándar o rango percentil o similares.
A menudo, la conversión debe hacerse a una medición estándar, antes de que puedan ser utilizados los datos. Por ejemplo, una pregunta de una encuesta de extremo abierto, dará lugar a los datos en bruto, que no se pueden utilizar con fines estadísticos; no obstante, una pregunta de elección múltiple producirá datos en bruto que es son más fácilmente convertibles a una puntuación estándar, o incluso se puede utilizar tal cual.